# Microcorys
Microcorys  é um gênero botânico da família Lamiaceae

## Espécies
Composto por 25 espécies:
Microcorys barbata Microcorys brevidens Microcorys capitata
Microcorys cephalantha Microcorys dielsii Microcorys elliptica
Microcorys eremophiloides Microcorys ericifolia Microcorys exserta
Microcorys glabra Microcorys lenticularis Microcorys loganiacea
Microcorys longiflora Microcorys longifolia Microcorys macredieana
Microcorys obovata Microcorys parvifolia Microcorys pimeloides
Microcorys purpurea Microcorys queenslandica Microcorys selaginoides
Microcorys subcanescens Microcorys tenuifolia Microcorys virgata
Microcorys wilsoniana

## Nome e referências
Microcorys R. Brown, 1810